# Суєрське сільське поселення
Сує́рське сільське поселення (рос. Суерское сельское поселение) — муніципальне утворення у складі Упоровського району Тюменської області, Росія.
Адміністративний центр — село Суєрка.

## Історія
2004 року був ліквідований присілок Поляковська.

## Населення
Населення — 1607 осіб (2020; 1656 у 2018, 1633 у 2010, 1709 у 2002).

## Склад
До складу поселення входять такі населені пункти:
| Населений пункт         | Населення, осіб (2002) | Населення, осіб (2010) |
| ----------------------- | ---------------------- | ---------------------- |
| Губина, присілок        | 41                     | 23                     |
| Поляковська, присілок   | 2                      | -                      |
| Стара Шадріна, присілок | 296                    | 230                    |
| Суєрка, село            | 1051                   | 1053                   |
| Тютріна, присілок       | 319                    | 327                    |